# Ariete (torpediniera)
L'Ariete è stata una torpediniera della Regia Marina.

## Storia
Impostata nel luglio 1942 e varata nel marzo 1943 nei cantieri di Sestri Ponente, inquadrata nella V Squadriglia torpediniere, la nave – unica della propria classe a prestare effettivamente servizio sotto bandiera italiana – entrò in servizio solo il 5 agosto 1943, poco più di un mese prima dell'armistizio.
Tuttavia l’Ariete non era ancora operativa alla data della proclamazione dell'armistizio (8 settembre 1943): in quel periodo, infatti, l'unità, al comando di Carlantonio De Grossi Mazzorin e con un equipaggio inesperto costituito in gran parte da reclute ed elementi di «Maridepo», era a La Spezia in fase di collaudo. La nave era in rada a La Spezia al momento dell'annuncio, e fu fatta partire per ultima insieme ad un'altra torpediniera, l’Animoso. La seta del 9 settembre la nave giunse a Portoferraio, dove erano confluite numerose torpediniere, corvette ed unità minori ed ausiliarie provenienti dai porti del Tirreno. Nel mattino dell'11 settembre l'unità lasciò Portoferraio insieme ad altre sei torpediniere e diresse per Palermo, porto controllato dagli Alleati, dove il gruppo arrivò alle dieci del mattino del 12 settembre. Le navi rimasero in rada dal 12 al 18 settembre, giorno in cui entrarono in porto e ricevettero acqua e provviste da parte degli statunitensi. Il 20 settembre 1943 la torpediniera lasciò il porto siciliano insieme a svariate altre unità e si portò a Malta, dove consegnò parte dei viveri ricevuti alle altre navi italiane già giunte nell'isola. Il 5 ottobre l’Ariete, la torpediniera Orione, il cacciatorpediniere Riboty, sei sommergibili e due unità minori lasciarono Malta e rientrarono in Italia.
Nel corso della cobelligeranza (1943-1945) la nave, al comando dapprima di De Grossi Mazzorin (destinato ad altro incarico il 26 luglio 1944), venne impiegata in numerose missioni di scorta a convogli Alleati.
Nel dopoguerra il trattato di pace stabilì l'assegnazione dell’Ariete alla Jugoslavia. Nel 1949 la nave venne radiata, ridenominata Y 8 e, il 30 aprile 1949, venne consegnata alla Marina jugoslava. Riclassificata cacciatorpediniere di scorta, venne ribattezzata PE 53 Durmitor.
Con questo nome la torpediniera continuò a prestare servizio sotto bandiera jugoslava sino al 1º gennaio 1967, quando venne radiata e quindi avviata alla demolizione.
Comandanti
Capitano di corvetta Carlantonio De Grossi Mazzorin (nato a La Spezia il 4 dicembre 1907) (agosto 1943 - luglio 1944)

## Galleria d'immagini

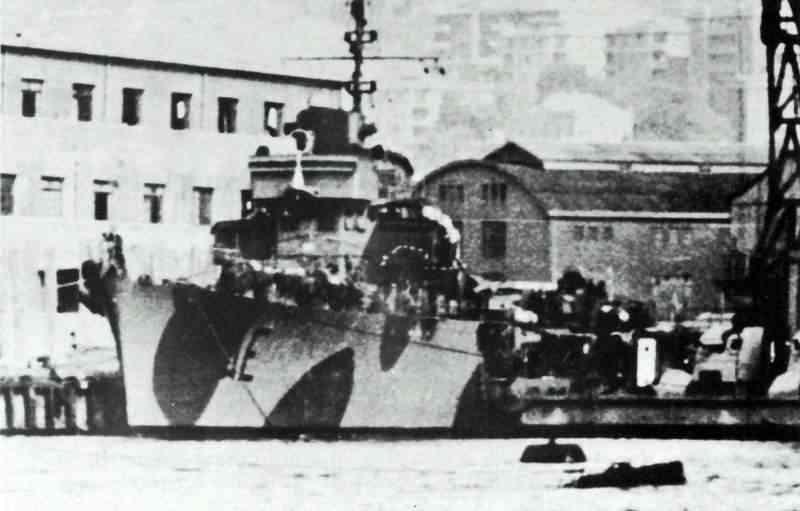
L’Ariete a Genova nel 1943